# Telstra Corporate Building
Le Telstra Corporate Building est un gratte-ciel de 218 mètres construit en 1992 à Melbourne en Australie.